# Dialetto hakuchi
Il dialetto hakuchi è un dialetto della lingua adighè parlato in Turchia.
È il dialetto Adyghe parlato dal popolo circasso Hakuç che vive in Turchia e nel villaggio Thağapş (Kirova) di Sochi nello Shapsigya costiero in Russia. Oggi il dialetto Hakuç è parlato solo dagli abitanti di alcuni villaggi Şapsug in Turchia e Sochi . Şapsugs, che si trovano oggi sulle rive del Mar Nero, sono i discendenti dei resti di Hakuç nel Caucaso.